# 罗夫莱达-塞尔万特斯
罗夫莱达-塞尔万特斯，是西班牙卡斯蒂利亚-莱昂萨莫拉省的一个市镇。 总面积33平方公里，总人口445人（2001年），人口密度13人/平方公里。